# William Leslie (officier)
Pour les articles homonymes, voir Leslie.
Ne pas confondre avec l'acteur américain William Leslie (1925-2005).
William Leslie, né le 8 août 1751 à Fife (Écosse) et décédé le 3 janvier 1777 à Princeton, New Jersey aux États-Unis, est le fils de David Leslie, 6e comte de Leven et un officier de la British Army. Capitaine du 17th Regiment of Foot (en) (17e régiment d'infanterie) durant la guerre d'indépendance américaine, il est mortellement touché durant la bataille de Princeton en 1777 et enterré avec les honneurs militaires par le général George Washington à Pluckemin (en) dans le New Jersey.

## Biographie

### Premières années
William Leslie nait le 8 août 1751 de l'union de David Leslie, 6e comte de Leven et de Wilhelmina Nisbet. Il est le neveu du général Alexander Leslie (en).
Au cours de l'été 1767, il devient ami avec Benjamin Rush qui étudie alors la médecine à l'université d’Édimbourg,.

### Carrière militaire
En 1771, il a rejoint le 42e régiment d'infanterie. Il est nommé lieutenant au 17th Regiment of Foot (17e régiment d'infanterie) en 1773 et capitaine en 1776. Leslie a été envoyé aux États-Unis en 1776, participant notamment aux batailles de Long Island et de Fort Washington.
Le 3 janvier 1777, au cours de la bataille de Princeton, il compte parmi les nombreuses pertes britanniques. Les soldats britanniques ont ensuite placé son corps dans un wagon plus tard capturé par les insurgés. Le lendemain de cette capture, Benjamin Rush, tandis qu'il soigne des malades à Princeton, apprend du capitaine britannique John McPherson la mort de son ami Leslie. Le 5 janvier, à Pluckemin (en), lorsque le général George Washington apprend que Leslie a été l'ami de Rush, ordonne que ses funérailles soient réalisées avec les honneurs militaires,. Le cimetière se trouvait dans l'ancienne église luthérienne Saint Paul, construite en 1757 et désormais remplacée par l’église presbytérienne Pluckemin.

### Postérité

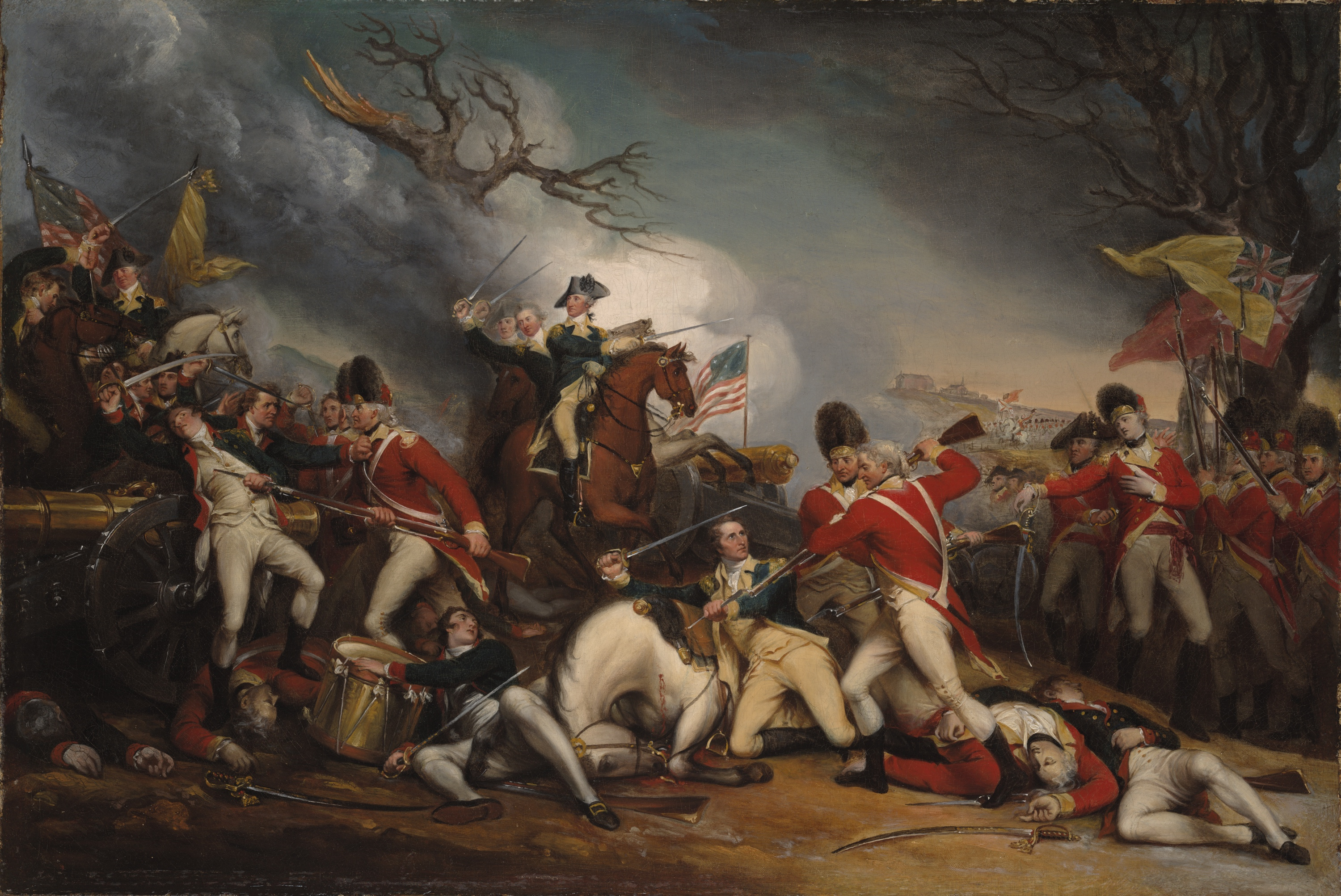
The Death of General Mercer at the Battle of Princeton par John Trumbull avec William Leslie mortellement blessé sur la droite de l’œuvre.

Dans le tableau The Death of General Mercer at the Battle of Princeton, le peintre John Trumbull a présenté en un unique tableau plusieurs phases de la bataille de Princeton. Au centre se trouvait le général Hugh Mercer, mortellement blessé, couché sur son cheval. À la gauche du tableau était représenté le lieutenant Charles Turnbull recevant un coup de baïonnette alors qu'il se trouvait sur un canon. Enfin, sur la droite de la composition était représenté le capitaine Leslie, lui aussi mortellement blessé tandis qu'à l'arrière plan, le général Washington entrait en scène.
Après la guerre, le docteur Benjamin Rush ajouta une pierre tombale au cimetière de Pluckemin. Cette pierre tombale s'étant abimée avec le temps, une seconde stèle avec la même inscription fut érigée vers 1836 par le professeur Ogilby de l'université de Rutgers, à la demande de David Leslie-Melville, 8e comte de Leven. Cette pierre tombe est honorée à la fois des drapeaux britannique et écossais.
| Original In Memory of the Hon.ble Capt.n WILL.M LESLIE, of the 17th British Regiment, Son of the Earl of Leven, in Scotland. He fell Jan.y 3.d, 1777 Aged 26 years, at the battle of Princeton His friend, Benj. Rush, M.D., of Philadelphia hath caused this Stone to be erected as a mark of his esteem for his worth and of his respect for his noble family |

| Traduction En mémoire de l'Honorable capitaine William Leslie du 17e régiment britannique, Fils du comte de Leven, en Écosse. Il est tombé le 3 janvier 1777 à l'âge de 26 ans, à la bataille de Princeton. Son ami, Benjamin Rush, Medicinæ doctor, de Philadelphie a demandé que cette stèle soit érigée comme une marque de son estime pour son mérite et [comme une marque] de respect envers sa noble famille. |